# Lando Buzzanca
Lando Buzzanca (n. 24 august 1935, Palermo, Italia – d. 18 decembrie 2022, Roma, Italia) a fost un actor italian de film.

## Filmografie (selecție)
- 1959 Ben-Hur, regia  William Wyler
- 1961 Divorț italian (Divorzio all'italiana), regia Pietro Germi
- 1963 Monștrii (I mostri), regia Dino Risi
- 1964 Sedusă și abandonată (Sedotta e abbandonata), regia Pietro Germi
- 1965 Prostănacul (Le Corniaud), regia Gérard Oury
- 1970 Fermate il mondo... voglio scendere!, regia Giancarlo Cobelli